# McLaren Elva

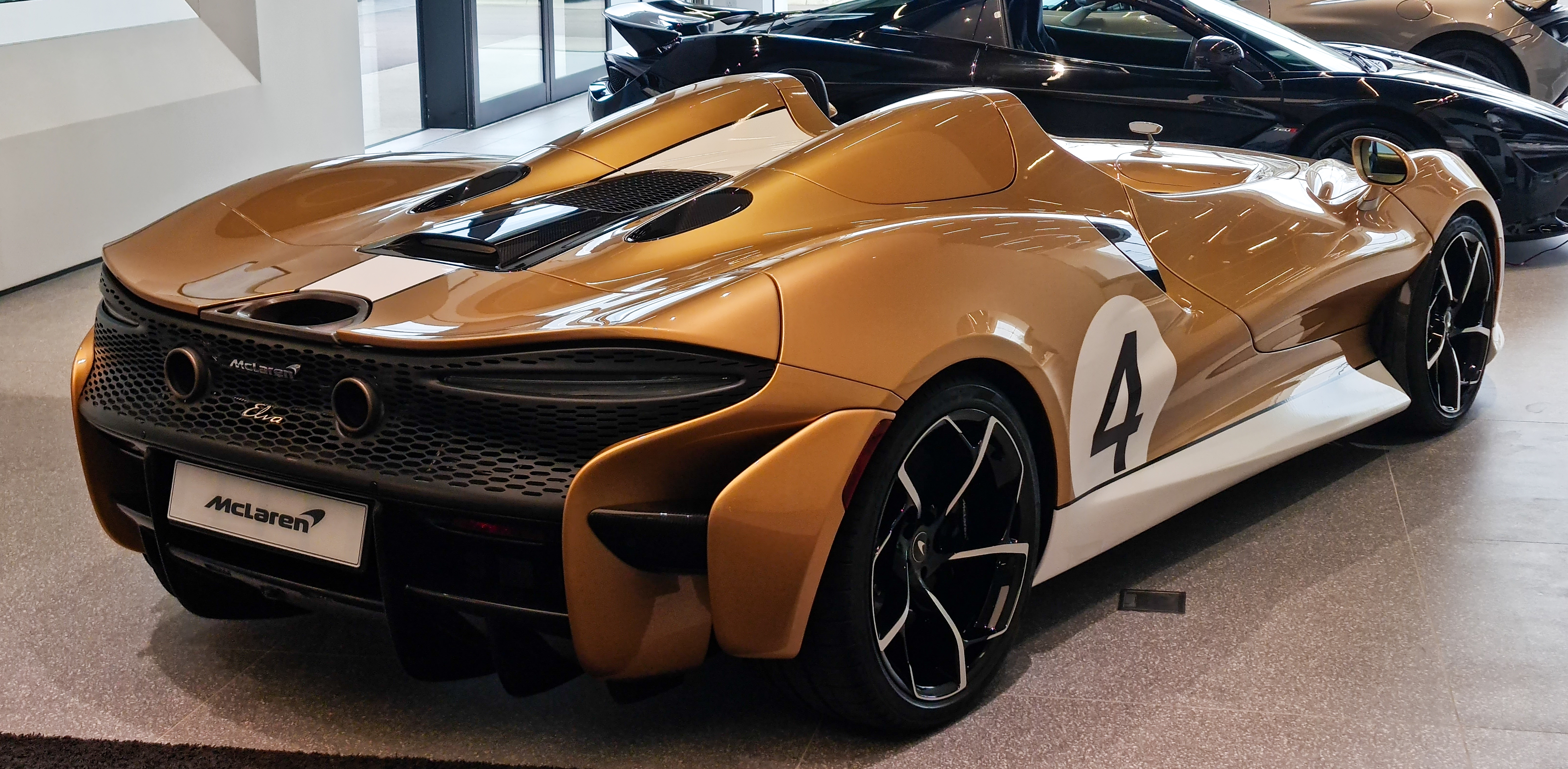
Heckansicht

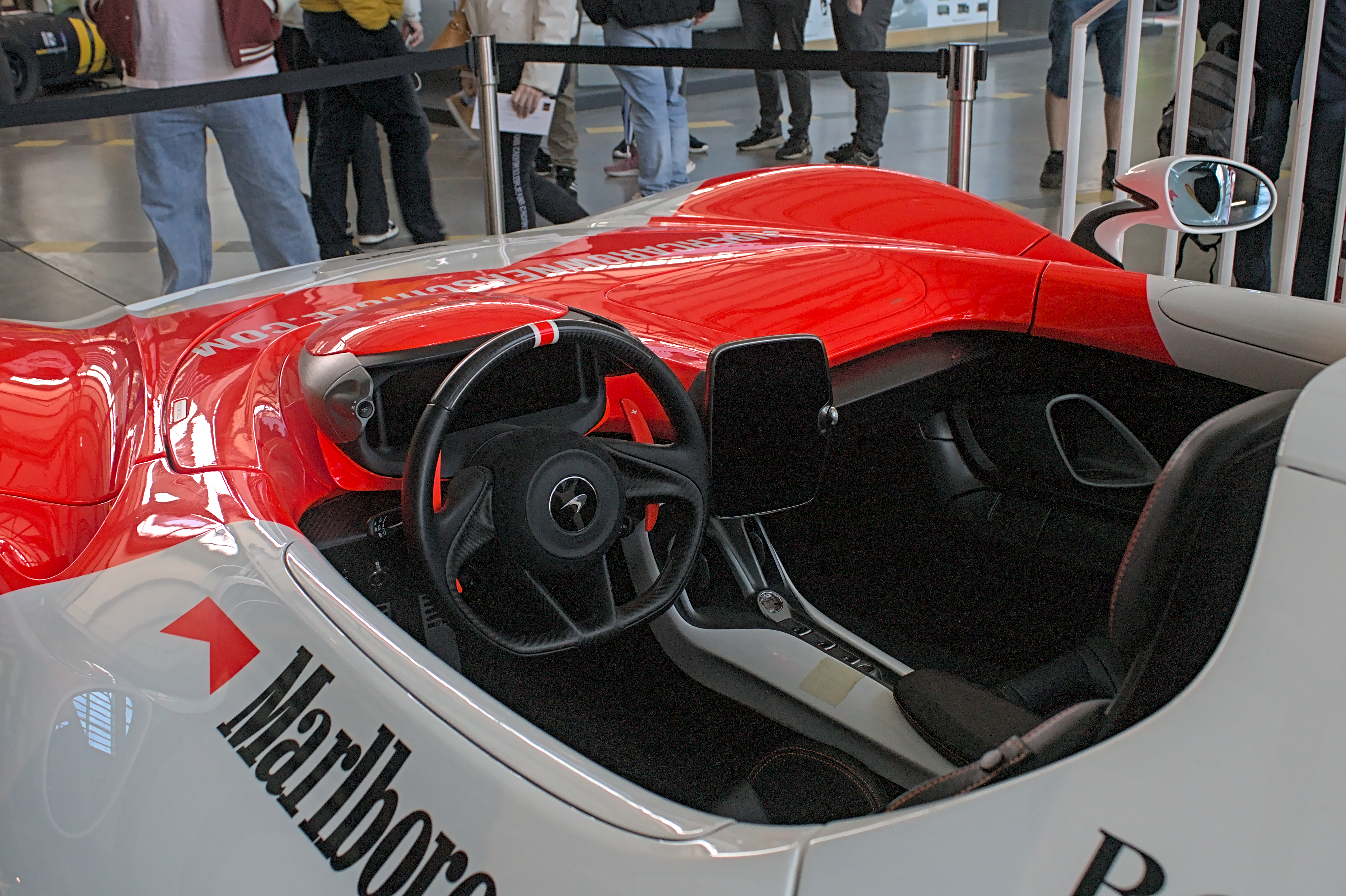
Innenansicht

Der McLaren Elva ist ein Mittelmotor-Supersportwagen von McLaren Automotive. Das auf 149 Exemplare limitierte Fahrzeug wird von einem Vierliter-V8-Ottomotor mit Biturboaufladung und 599 kW (815 PS) angetrieben. Der Sportwagen ist nach Angaben des Herstellers das leichteste Serienfahrzeug von McLaren, das bis dato gebaut wurde.

## Fahrzeugbezeichnung
Der Name Elva kommt aus dem französischen „elle va“, was übersetzt „sie geht“ bedeutet. Er soll an die von 1964 bis 1967 gebauten McLaren Elva erinnern. Der damals von Bruce McLaren entwickelte Gruppe 7 Rennwagen McLaren M1 (A, B und C) wurde von der Firma Elva Cars, die zu dieser Zeit schon Teil von Trojan Limited war, hergestellt und unter den Bezeichnungen McLaren Elva Mk. I (M1A, 1964–1965), Mk. II (M1B, 1965–1966) und Mk. III (M1C, 1967) verkauft.

## Aerodynamik
Der Elva hat eine Luftführung, bei der die Luftein- und -auslässe, die der Kühlung des V8-Motors dienen, auch eine Umströmung des Cockpits bewirken, die Verwirbelungen durch den Fahrtwind weitgehend von den Insassen fernhalten soll. Der Elva hat keine Scheiben, doch für bestimmte Länder wird eine Windschutzscheibe montiert, da das Auto sonst den Zulassungsbestimmungen nicht genügt.

## Fahrleistungen
Auf 100 km/h soll der Elva in 2,8 Sekunden beschleunigen können, 200 km/h sind nach 6,7 Sekunden erreicht. Die Höchstgeschwindigkeit gibt McLaren mit 327 km/h an.
|                                             | Elva                           |
| Bauzeitraum                                 | 2020–2023                      |
| Motorkenndaten                              |                                |
| Motortyp                                    | V8-Ottomotor                   |
| Motoraufladung                              | Twinscroll-Turbolader          |
| Hubraum                                     | 3994 cm³                       |
| max. Leistung bei min−1                     | 599 kW (815 PS) / 7250         |
| max. Drehmoment bei min−1                   | 800 Nm / 5500                  |
| Kraftübertragung                            |                                |
| Antrieb                                     | Hinterradantrieb               |
| Getriebe, serienmäßig                       | 7-Gang-Doppelkupplungsgetriebe |
| Messwerte                                   |                                |
| Höchstgeschwindigkeit                       | 327 km/h                       |
| Beschleunigung, 0–100 km/h                  | 2,8 s                          |
| Beschleunigung, 0–200 km/h                  | 6,8 s                          |
| Leergewicht                                 | 1269 kg                        |
| Kraftstoffverbrauch auf 100 km (kombiniert) | 11,9 l Super                   |
| CO2-Emissionen (kombiniert)                 | 270 g/km                       |